# Forte de Munhango
O Forte de Munhango localiza-se na cidade de Munhango, província de Bié, em Angola.
Em 1772 os portugueses começaram a interessar-se pela região do Bié. Mais tarde, em 1890, com a derrota do régulo N'Dunduma, iniciaram a ocupação efetiva da província, uma vasta planície agrícola.
Atualmente o forte encontra-se em precário estado de conservação.